# التهاب القلفة والحشفة
التهاب القلفة والحشفة (بالإنجليزية: Balanoposthitis)‏ هو الالتهاب الذي يصيب الحشفة القلفة على حد سواء.

## الأسباب
يسبب التهاب القلفة والحشفة لدى الكلاب الاضطراب في الجهاز اللحافي كالجروح أو دخول جسم غريب. في حال إصابة الكلب بهذا الالتهاب يتصرف بشكل طبيعي باستثناء اللعق المفرطة للقلفة ووجود تفريغ لقيح أخضر مصفر غالباً.
في الأغنام (الكباش / الكباش المخصية) التهاب القلفة والحشفة التقرحي المعدي تسببه الوَتَدِيَّةُ الكُلْوِيَّة يعرف أيضا باسم «تعفن قضيب الحيوان».
عند الأبقار يسبب هذه الحالة فيروس الهربس البقري 1.